# Scottsdale Scorpions
Die Scottsdale Scorpions sind ein Baseballteam, das in der East Division der Arizona Fall League in Scottsdale, Arizona spielt. Sie spielen ihre Heimspiele im Scottsdale Stadium.

## Geschichte
Im Herbst 1994 erregte das Team weltweite Aufmerksamkeit in den Medien, als Michael Jordan zu den Scorpions kam, nachdem er seine erste Baseballsaison  bei den Double-A Birmingham Barons in Birmingham, Alabama, gespielt hatte.
Für die Saison 2005 spielte das Team seine Spiele in Surprise, Arizona, aufgrund der Renovierung des Scottsdale Stadions. In diesem Jahr spielten sie unter dem Namen Surprise Scorpions. Im folgenden Jahr kehrte das Team ins Scottsdale Stadion zurück und spielten sie unter dem Namen Grand Canyon Scorpions. In der Saison 2007 ändert das Team seinen Namen wieder in Scottsdale Scorpions um.

## Namhafte Spieler
- Dusty Baker, ehemaliger Outfielder und Manager
- Josh Bard, ehemaliger Catcher und aktueller Coach der New York Yankees
- Tim Tebow, zurückgezogener National Football League Quarterback
- Ryan Braun, Outfielder für die Milwaukee Brewers
- Emmanuel Burriss, Spieler für die Philadelphia Phillies
- Terry Francona, Manager der Cleveland Indians
- Nomar Garciaparra, ehemaliger Shortstop und aktueller ESPN Baseball Analyst
- Shawn Green, zurückgezogener Outfielder
- Bryce Harper, Outfielder für die Washington Nationals
- Derek Jeter, zurückgezogener Shortstop für die New York Yankees und aktueller CEO der Miami Marlins
- Michael Jordan, zurückgezogener NBA-Spieler
- Aaron Judge, Outfielder für die New York Yankees
- Scott Kingery Spieler für die Philadelphia Phillies
- James Loney, Free Agent First Baseman
- Evan Longoria, Third Baseman für die San Francisco Giants
- Russell Martin, Catcher für die Toronto Blue Jays
- Will Middlebrooks, Free Agent Third Baseman, früher für die Colorado Springs Sky Sox
- Kendrys Morales, Hitter für die Toronto Blue Jays.
- Troy Percival, zurückgezogener Closing Pitcher für die Los Angeles Angels of Anaheim
- Albert Pujols, First Baseman und Hitter für die Los Angeles Angels of Anaheim, früher für die St. Louis Cardinals
- Scott Schoeneweis, zurückgezogener Pitcher
- Zack Thornton, Pitcher
- Mike Trout, Outfielder für die Los Angeles Angels of Anaheim
- Brandon Webb, zurückgezogener Pitcher für die Arizona Diamondbacks
- Gleyber Torres, Second Baseman für die New York Yankees

## Stenson Award
Der Stenson Award wurde 2004 von der Arizona Fall League in Erinnerung an Dernell Stenson, einen Scorpions Outfielder (Cincinnati Reds), ins Leben gerufen. Dieser kam am 5. November 2003 bei einem Autodiebstahl ums Leben.